# Почкалова, Анфиса Сергеевна
Анфиса Сергеевна Почкалова (укр. Анфіса Сергіївна Почкалова; род. 1 марта 1990) — украинская фехтовальщица-шпажистка, призёрка чемпионатов мира.

## Биография
Родилась в 1990 году во Львове. В 2008 году вошла в национальную сборную.
В 2009 году завоевала бронзовую медаль чемпионата мира. В 2012 году приняла участие в Олимпийских играх в Лондоне, но там украинские шпажистки заняли лишь 8-е место в командном первенстве. В 2015 году вновь стала бронзовой призёркой чемпионата мира.
Тренер А. В. Орликовский.